# William Kunstler
William Moses Kunstler, detto Bill (New York, 7 luglio 1919 – New York, 4 settembre 1995), è stato un avvocato, attivista e poeta statunitense, politicamente vicino al progressismo, alla controcultura, alla sinistra radicale americana e all'ideologia del Youth International Party (ala politica degli yippie).
Annoverato tra i più celebri avvocati della storia americana e membro attivo del movimento per i diritti civili degli afroamericani, Kunstler deve la sua fama alla difesa di clienti discussi e controversi, in processi che sono stati per anni al centro dell'attenzione dei mass media: da Martin Luther King ai membri delle Pantere Nere come Assata Shakur, dal gruppo degli attivisti Chicago Seven legato al Youth International Party (caso che lo portò alla fama in tutto il paese) a El Sayyid Nosair, presunto responsabile materiale dell'uccisione del rabbino fondamentalista Meir Kahane nel 1990, dai nativi pellerossa dell'American Indian Movement (1973-1976) al cestista dell'NBA Marvin Barnes (1979).
Autodefinitosi "radical lawyer" e soprannominato anche "l'avvocato più odiato d'America", Kunstler è stato un membro del consiglio della American Civil Liberties Union (ACLU) e cofondatore del Centro di legge per i Diritti Costituzionali (CCR), il "principale punto d'incontro per gli avvocati radicali nel Paese", nonché un rinomato principe del foro.
A differenza di altri legali "anti-sistema" e garantisti (come il francese Jacques Vergès) e di molti rappresentanti della stessa ACLU (es. Alan Dershowitz, che lo ha criticato per essere un avvocato "politicizzato"), Kunstler si rifiutò sempre di difendere persone e gruppi di estrema destra (come i Minutemen negli anni sessanta e membri del Ku Klux Klan) dichiarando di voler rappresentare "solo gente che amo e di cui condivido mire e ideali", in particolare ha dichiarato: «Io difendo solo persone di cui condivido gli obiettivi. Non sono un avvocato che tutti possono assumere. Difendo solo coloro che amo».
Occasionalmente e per motivi di principio difese anche persone estranee alla sua area politica, ad esempio clienti particolarmente invisi all'opinione pubblica e al sistema, in nome del diritto di difesa, come lo sceicco terrorista Omar Abd al-Rahman.
Solo in alcune occasioni circostanziate, pro bono (cioè completamente gratis, non volendo il loro denaro di provenienza illegale), ha difeso assieme all'allievo Ron Kuby anche alcuni appartenenti alla mafia italoamericana (tra essi, John Gotti), ma perché li riteneva, per quanto riguardava specifiche accuse o violazioni procedurali, dei diritti umani o processuali nei loro confronti, "vittime del sistema".
Tra i suoi molti altri clienti famosi, i carcerati della rivolta di Attica e le loro famiglie, il comico Lenny Bruce, la leader comunista Angela Davis, il cantante Jim Morrison, i membri della Weather Underground, Christian Brando, Stokely Carmichael, Qubilah Shabazz, figlia di Malcolm X e numerose persone comuni spesso di fasce sociali disagiate.

## Biografia
William Kunstler nacque a New York, figlio di un medico specializzato in proctologia, Monroe Bradford Kunstler, e di Frances Mandelbaum Kunstler. Kunstler aveva un fratello, Michael, e una sorella, Maria. La famiglia è di origine ebraica.
Si sposò due volte ed ebbe quattro figli dai due matrimoni. Il suo primo matrimonio con Lotte Rosenberger finì con un divorzio a metà degli anni '70. Ebbero due figlie, Karin e Jane. Kunstler ha dichiarato come causa della rottura i suoi lunghi periodi lontano da casa, a difendere i diritti civili in tutto il paese. Il suo secondo matrimonio fu con Margaret Ratner, avvocato; ebbero due figlie, Sarah (divenuta avvocato) e Emily (attivista e regista).

### Inizio della carriera legale
Kunstler si diplomò alla DeWitt Clinton High School di Manhattan e in seguito frequentò l'Università Yale Dopo aver prestato servizio nell'esercito durante la Seconda guerra mondiale, durante la quale partecipò agli scontri nelle Filippine ottenendo la Bronze Star Medal, Kunstler tornò a casa e si iscrisse alla Columbia Law School, laureandosi nel 1948. In seguito Kunstler e suo fratello, Michael, aprirono uno studio legale denominato Kunstler & Kunstler. Nei primi anni '50, Kunstler insegnò legge alla Law School di New York.
La carriera di Kunstler cambiò radicalmente nel 1956 quando rappresentò un giornalista nero, William Worthy Jr., arrestato perché non aveva il passaporto quando era tornato da un viaggio a Cuba. Kunstler sostenne con successo che la legge era arcaica e incostituzionale e il caso fu archiviato nel 1961. Nella sua autobiografia sosterrà che questo fu il caso che ha lanciato la sua carriera come avvocato per i diritti civili. Nella sua arringa davanti alla Corte d'Appello degli Stati Uniti, Kunstler inventò uno dei suoi segni distintivi: la recita di alcuni versi poetici prima dell'arringa finale. In quel processo, Kunstler aprì la sua arringa finale con un verso di sir Walter Scott tratto da The Lay of The Last Minstrel.

In aggiunta alle sue trovate non ortodosse, Kunstler ebbe sempre un aspetto colorito in tribunale. Il suo volto spigoloso era accentuato da una voce roca, capelli spettinati, e occhiali da vista sulla sommità del capo. I critici lo accusavano di essere solo in cerca di notorietà; in un'intervista con David Margolick, inviato del New York Time disse: 

### I diritti civili e il pacifismo

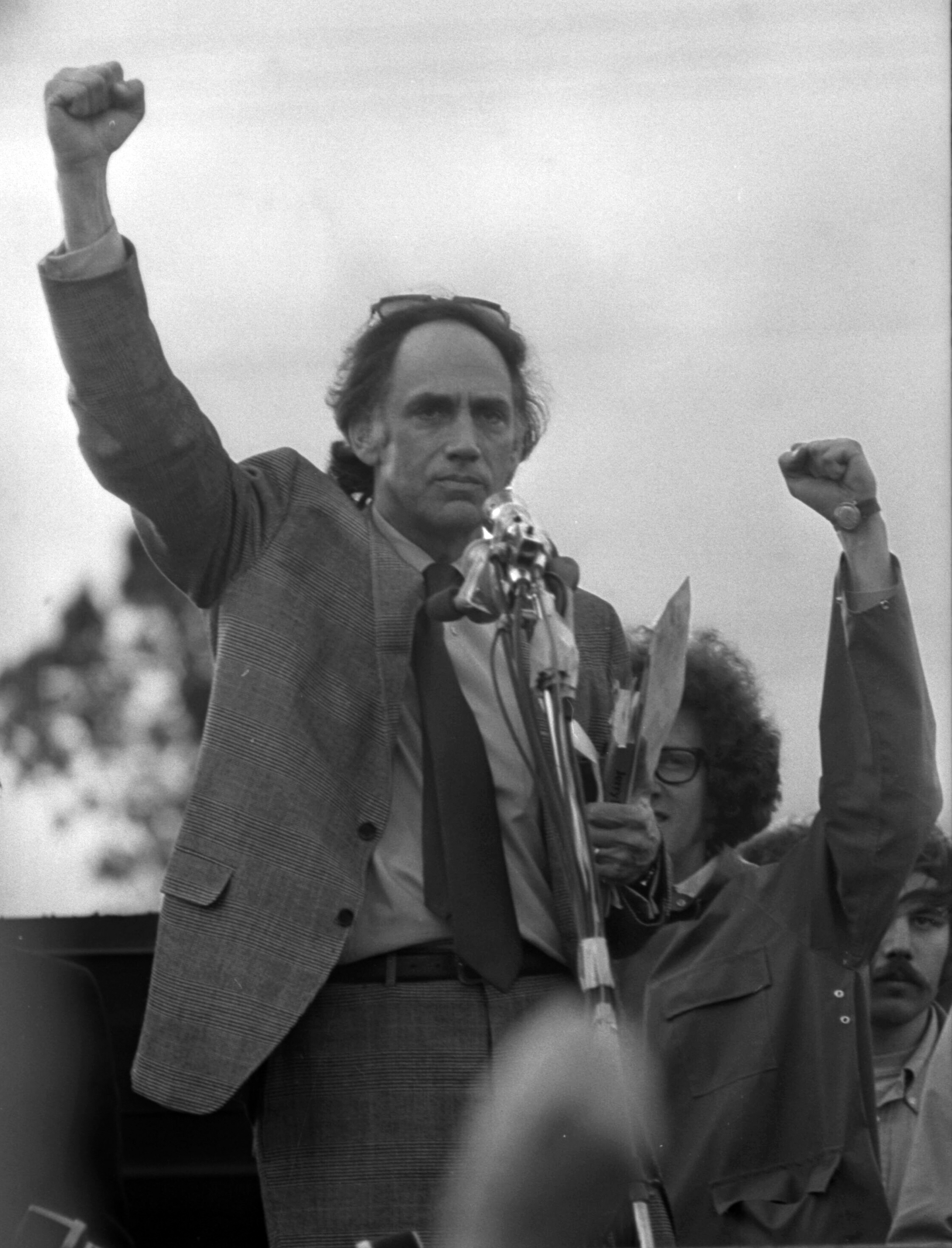
Kunstler a Los Angeles durante una marcia di protesta nel 1970

Dopo il caso Worthy, Kunstler passò molto tempo nel sud degli Stati Uniti, rappresentando i Freedom Riders, arrestati per violazione della quiete e condotta disordinata mentre mettevano in scena le proteste per i diritti civili in luoghi come Birmingham (Alabama), e Biloxi, Mississippi. Kunstler marciò anche in alcune delle proteste e talvolta arringò la folla salutando a pugno chiuso.
(My Life as Radical Lawyer)
Da questo avrà moltissima popolarità. Molti dei clienti di Kunstler furono afroamericani, spesso accusati di aver ucciso poliziotti o di altri crimini di alto profilo a sfondo politico, e ciò lo rese impopolare con alcuni segmenti della società: «Per più di 20 anni, la mia difesa di imputati neri è stata motivata da una delle mie più forti convinzioni: che la nostra società è razzista».

Durante le proteste sociali nel Sud Kunstler conobbe e difese Martin Luther King, il leader nonviolento del movimento per i diritti civili. Kunstler aderì anche al pacifismo e al movimento contro la guerra del Vietnam. 
(Ron Kubin, 1995)
Nel 1979 rifiutò di firmare una lettera aperta alla Repubblica Socialista del Vietnam in cui molti ex attivisti contro la guerra, inclusa Joan Baez, protestavano contro le violazioni dei diritti umani da parte del governo comunista di Hanoi così giustificandosi: «Non credo nel criticare pubblicamente i governi socialisti, anche se ci sono violazioni dei diritti umani (...) L'intera campagna di Baez potrebbe essere un complotto della CIA».

### I Chicago Seven e la rivolta di Attica
Alla fine degli anni '60 fu coinvolto come legale con il processo dei cosiddetti Chicago Seven, 8 imputati poi divenuti 7. I sospetti erano andati alla Convention democratica del 1968 a Chicago per protestare contro la guerra in Vietnam. Tra gli arrestati, Abbie Hoffman, tratto in arresto mentre il Youth International Party stava cercando di candidare alla presidenza un maiale di nome Pigasus the Immortal. Assieme a lui furono arrestati anche Jerry Rubin, il futuro senatore della California Tom Hayden e l'attivista delle Pantere Nere Bobby Seale, che tentò di difendersi da solo, ma gli venne rifiutato. Durante il processo le trovate teatrali di Abbie Hoffman conquistarono spesso i titoli dei giornali, come ad esempio quando, invitato a deporre, prestò giuramento alzando il dito medio invece dell'intera mano. Il giorno della sentenza Hoffman invitò il giudice a provare l'LSD.

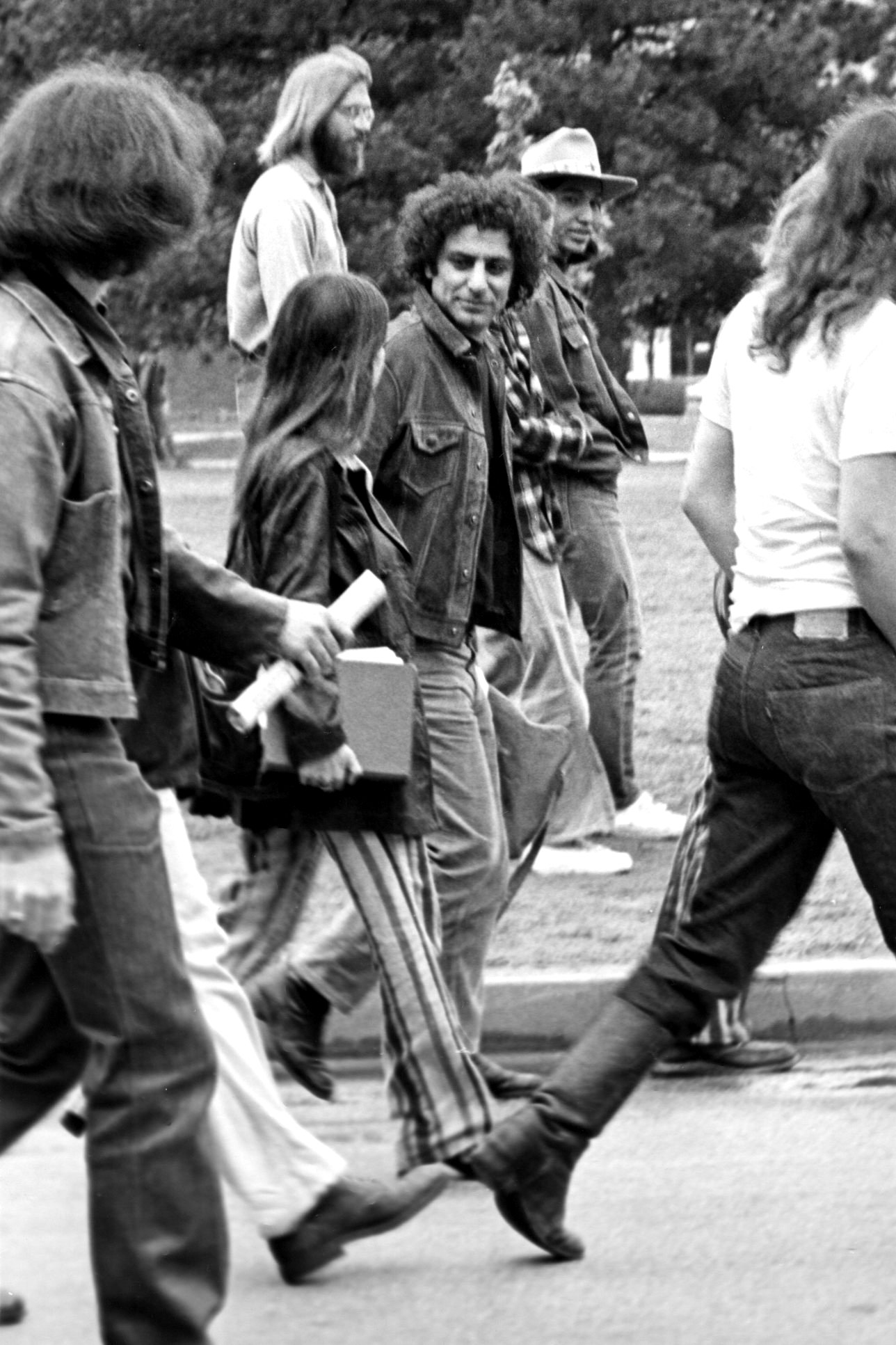
Abbie Hoffman nel 1969

Il dibattito processuale fu quindi interrotto più volte da scontri tra Kunstler e il procuratore distrettuale Julius Jennings Hoffman (non imparentato con Abbie, che per deriderlo lo chiamava "papà"), che chiamò "rivoluzione dei finocchi" le idee degli imputati.
Bobby Seale, presidente nazionale delle Pantere Nere, a un certo punto durante il processo venne fatto legare e imbavagliare dal giudice, perché interrompeva di continuo (verrà condannato a quattro anni). Kunstler paragonerà il procuratore Hoffman alla Regina Rossa di Alice nel paese delle meraviglie e chiamò il tribunale "camera medievale delle torture"; il caso di Seale - essendo l'unico imputato nero vi era il rischio di pregiudizio razziale - venne stralciato e Seale fu condannato separatamente a quattro anni per oltraggio. L'avvocato chiamò a deporre fra i testimoni anche lo psicologo e guru della controcultura Timothy Leary, e inventò nuove strategie difensive d'impatto. Leary in seguito sarà fatto evadere dal carcere (dopo che fu condannato a 30 anni di reclusione per possesso di una modica quantità di marijuana in un processo di alcuni anni dopo) ad opera della Weather Underground, altra organizzazione difesa da Kunstler.
Tutti gli imputati del processo Chicago Seven furono assolti dell'accusa più grave, cospirazione per incitare alla rivolta. Cinque furono condannati per accuse minori, ma riuscirono a ribaltare la sentenza con l'appello (1970). Mentre la giuria stava deliberando il destino dei Chicago Seven, Hoffman accusò Kunstler (e un altro legale) di essere colpevole di 24 capi di imputazione per oltraggio alla corte, un'imputazione per ogni volta che il procuratore aveva pensato che Kunstler stesse mostrando mancanza di rispetto e maleducazione durante il processo di cinque mesi, e chiese una condanna da due mesi e mezzo a quattro anni e 13 giorni di prigione, accolto dal giudice. Kunstler fece immediatamente appello, che fu accolto, e non fu arrestato; le accuse furono annullate due anni dopo dal giudice della Corte d'Appello, che ordinò un nuovo processo per Kunstler. Kunstler venne giudicato colpevole, dalla giuria che assolse i Chicago Seven, per sole due accuse di "oltraggio alla Corte", ma senza condanna al carcere, ottenendo la sospensione condizionale della pena.
A seguito del processo dei Chicago Seven, Kunstler credeva che sarebbe caduto nell'oblio, ma fu presto di nuovo nella cronaca nazionale nel 1971, quando scoppiò la rivolta carceraria di Attica State Prison a New York, dove 1280 detenuti neri e ispanici presero in ostaggio 33 secondini e 5 impiegati. L'episodio scatenante della rivolta fu la protesta contro l'uccisione, da parte di alcune guardie carcerarie, dell'attivista politico George Jackson, membro del movimento per l'emancipazione dei diritti dei neri Black Panther, avvenuto il 21 agosto precedente nella prigione californiana di San Quintino, e i maltrattamenti delle guardie bianche ai detenuti neri.
Trentanove prigionieri vennero massacrati nel corso di cinque giorni di disordini, in seguito all'irruzione della polizia, dopo il rifiuto di cedere ad alcune richieste dei rivoltosi, tra cui quella di non venire puniti per i disordini e la concessione di cure per i malati gravi. Un detenuto chiese di non scontare la condanna per guida senza patente in un carcere di massima sicurezza. Il governatore Nelson Rockefeller però rifiutò ogni accordo e ordinò l'intervento delle forze speciali. Oltre alle vittime decedute - 39 rivoltosi e 10 secondini - più di 200 prigionieri rimasero feriti, di cui 80 in modo grave; i superstiti, inoltre, furono sottoposti a torture e pestaggi. Nei giorni seguenti la stampa locale affermò che le gole degli ostaggi erano state tagliate dai rivoltosi, cosa che risultò del tutto infondata: dalle successive autopsie fu appurato che tutti i decessi erano stati provocati dalle pallottole delle forze dell'ordine. Kunstler venne prima chiamato come intermediario e successivamente intentò cause a favore dei prigionieri torturati assieme ad altri legali come Anna Fink, definendo quanto accaduto loro come un trattamento disumano. Ci fu anche una commissione d'inchiesta e varie condanne. Nel 1997, due anni dopo la morte di Kunstler, le famiglie di molti ex detenuti di Attica ottennero risarcimenti milionari dal governo dello Stato di New York.

### Altri famosi processi
Kunstler fu anche legale di Jim Morrison, il cantante-poeta leader dei Doors, accusato di oscenità in luogo pubblico, di Angela Davis (leader del Partito Comunista degli Stati Uniti d'America), del comico Lenny Bruce in una causa per la libertà di espressione, di Morton Sobell (ingegnere condannato per spionaggio a favore dell'URSS) e di molti appartenenti all'organizzazione comunista e rivoluzionaria Weather Underground, per aver organizzato evasioni e attentati contro poliziotti e militari. Tra il 1973 e il 1976 fu il legale di Russell Means e dell'American Indian Movement, associazione per i diritti dei nativi americani. Nel 1975 fu assunto da John Lennon come consulente legale di un gruppo che si batteva per l'innocenza di un membro del Black Liberation Army, Michael X, accusato e poi impiccato a Trinidad e Tobago per l'omicidio di due bianchi membri della sua comune, Joseph Skerritt e Gale Banson.

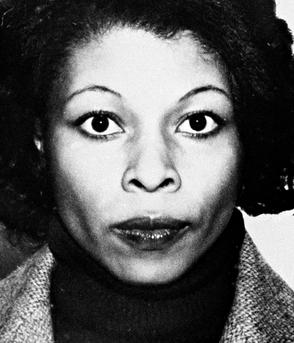
Assata Shakur nella foto segnaletica

Nel 1975 difese invece la militante delle Black Panthers e del Black Liberation Army Assata Shakur (vero nome JoAnne Chesimard), accusata nel 1973 dell'omicidio di un poliziotto e di altri crimini federali. Un gruppo vicino alle Pantere Nere e al BLA, l'Organizzazione 19 maggio, si batteva per la libertà dei prigionieri politici, protestando contro le condizioni di isolamento in cui era stata confinata Assata, inizialmente in un carcere maschile e in una cella senza luce naturale. Chiedevano inoltre un giudizio più equo e affermavano che Shakur rischiava di essere assassinata in prigione, timore nutrito anche dalla stessa Assata, che affermò anche di aver subito delle violenze. La Shakur, che si dichiarava innocente per l'omicidio, fu infine condannata da una giuria composta solo da bianchi all'ergastolo e contemporaneamente a 33 anni di carcere; Kunstler fece appello ma nel frattempo, temendo per la propria vita, Shakur evase nel 1979 col supporto di un commando del gruppo 19 maggio, legato al BLA, di cui facevano parte il fratello Mutulu Shakur e l'italiana Silvia Baraldini. L'attivista si rifugiò dopo alcuni anni a Cuba, dove ottenne asilo politico da Fidel Castro nel 1984; il leader cubano definì le accuse contro di lei "una bugia infame".
Secondo Kunstler la salute di Shakur stava rapidamente deteriorandosi in carcere, e disse quindi ai cronisti di essere "molto felice della sua evasione in quanto penso che fosse processata in maniera ingiusta" ("unfairly tried"), cioè violando il diritto costituzionale al giusto processo.
Quale capo dello staff difensivo delle Pantere Nere e di Shakur, Kunstler ricevette intimidazioni anche dai giudici. Egli fu anche consulente esterno di un testimone del processo contro il BLA, il quale aveva accusato di tortura le autorità, e supportò come attivista anche il giornalista Mumia Abu-Jamal, condannato a morte con l'accusa di aver assassinato un poliziotto, e difeso da altri legali.
Durante la guerra del Golfo (1991), Kunstler e il suo collega e socio Ron Kuby difesero diversi militari americani che rifiutavano di partecipare alle operazioni belliche contro l'Iraq, chiedendo l'obiezione di coscienza.
L'avvocato Kunstler fu spesso bersaglio di abusi fisici e verbali a causa dei clienti che rappresentava, ma non fu nulla in confronto alle minacce e vessazioni che ricevette in seguito per aver rappresentato clienti islamici nel 1993 e nel 1994. Kunstler, essendo ebreo, era considerato un traditore da parte di alcuni ebrei di destra.
Uno dei suoi clienti, il nazionalista arabo El Sayyid Nosair, era accusato di aver ucciso materialmente il rabbino Meir Kahane, fondatore del gruppo paramilitare Lega di Difesa Ebraica e del partito anti-arabo Kach in Israele, organizzazioni terroristiche proponenti la superiorità religiosa ebraica in Medio Oriente e la pulizia etnica nei confronti dei musulmani. Kahane, un fautore della Grande Israele, era un dichiarato razzista e fondamentalista, sostenitore di un'ideologia sionista di matrice religiosa estremista, dal suo nome nota come kahanismo. Il partito Kach sarà sciolto, come gruppo terrorista, anche in Israele per decisione di Yitzhak Rabin (1994).

Kunstler chiese l'assoluzione per infermità mentale, ma Nosair rifiutò la proposta. Una giuria di New York trovò Nossair innocente dall'accusa di omicidio, ma il giudice lo condannò per cospirazione. Durante il processo, picchetti sfilarono davanti alla casa di Kunstler nel Greenwich Village a Manhattan e le finestre vennero rotte; ricevette minacce anche al telefono, quando difese il cugino di Nossair, Ibrahim A. Elgabrowny, per l'attentato al World Trade Center del 1993. Entrambi i clienti, difesi con Ron Kuby, erano legati allo sceicco Omar Abd al-Rahman.

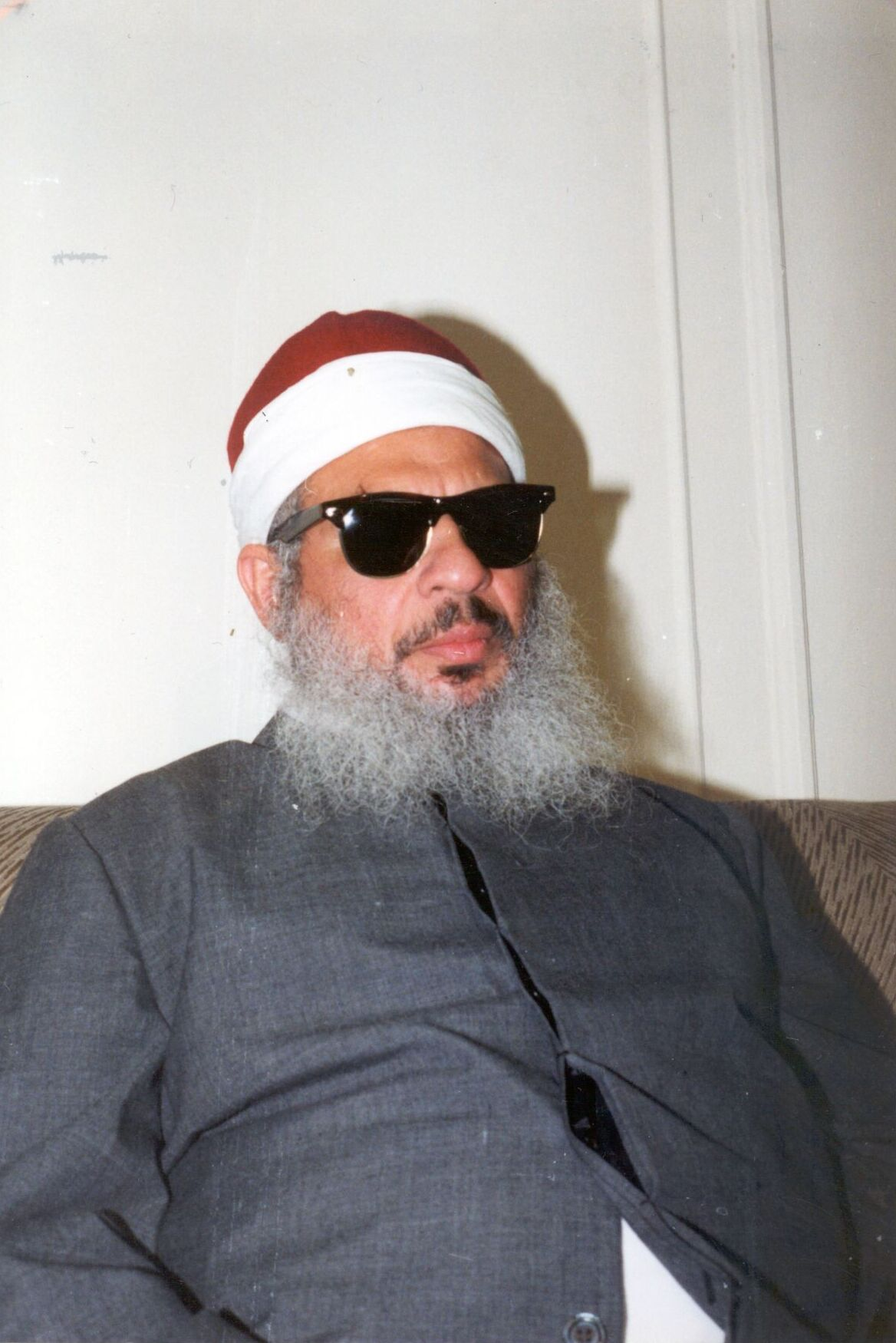
Al momento della sua morte Kunstler era il legale di Omar Abd al-Rahman.

Residente a New York City, ʿUmar ʿAbd al-Raḥmān - un religioso musulmano integralista non vedente - e nove altre persone furono arrestate per "cospirazione sediziosa", un reato che punisce la semplice pianificazione di un crimine, senza neppure tentare di metterlo in pratica (lo sceicco non aveva partecipato direttamente all'organizzazione del crimine). Rahman fu portato in giudizio in seguito alle indagini sull'attentato al World Trade Center del 1993 e Kunstler fu uno dei consulenti difensivi, assumendone poi direttamente la difesa; pur senza condividere le idee dello sceicco, considerava incostituzionale punire un reato non attuato. Rahman, che fu l'ultimo cliente di Kunstler, fu condannato all'ergastolo da scontare nell'infermeria del penitenziario di massima sicurezza statunitense di Butner.
Altri clienti famosi furono: l'ex sindaco di Washington Marion Barry per uso e possesso di droga (in senso antiproibizionista); l'infermiera scolastica e aspirante attrice di 22 anni Margaret Kelly Michaels: accusata nel 1985 e poi condannata inizialmente nel 1988 a 47 anni di carcere per 235 capi d'imputazione di violenza sessuale, abusi e torture su diversi bambini, la condanna poi ribaltata in appello per inattendibilità e fantasiosità delle testimonianze dei minorenni, ottenendo la piena assoluzione nel 1993, poi confermata dalla Corte suprema di New York l'anno dopo (questo è ricordato come uno dei più celebri casi di isteria collettiva e moderna caccia alle streghe della storia americana recente); Christian Brando (figlio di Marlon Brando) per l'omicidio del fidanzato della sorella; e Glenn Harris, un insegnante di ginnastica afroamericano che era scappato con una sua allieva 15enne dichiarando di averlo fatto per proteggerla da abusi famigliari. Si offrì inoltre di rappresentare gratis qualunque lavavetri di strada di New York che fosse stato arrestato o incriminato per la politica del sindaco Rudolph Giuliani di tolleranza zero.

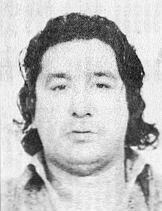
Leonard Peltier

Kunstler e Kuby difesero anche Qubilah Shabazz, figlia di Malcolm X, accusata di aver pianificato il tentato omicidio di Louis Farrakhan, leader fondamentalista islamico afroamericano della Nation of Islam (membri del gruppo furono responsabili della morte di Malcolm X); Colin Ferguson, un afroamericano con disturbi psichici, responsabile della sparatoria del 1993 alla ferrovia di Long Island, ma che più tardi decise di rappresentarsi da solo; Nico Minardos, un attore e socio dell'imprenditore saudita Adnan Khashoggi, incriminato da Rudy Giuliani, quando era procuratore, per cospirazione al fine di trasportare armi in Iran (cosiddetto scandalo Iran-Contra); Leonard Peltier, militante pellerossa accusato dell'omicidio di due agenti dell'FBI; Stokely Carmichael, attivista; Darrell Cabey, giovane afroamericano disabile, una delle persone ferite da Bernard Goetz detto "il vigilante del Subway" (un uomo bianco che uccise quattro ragazzi afroamericani per difendersi da una rapina nella metropolitana di New York, ferendo diverse persone): Cabey era rimasto paraplegico e con una lesione cerebrale proprio in seguito ai colpi di pistola; il mafioso John Gotti (pro bono) in alcune cause minori, e altri criminali italoamericani accusati di avere connessioni con la famiglia Gambino, per reati minori e sempre pro bono.

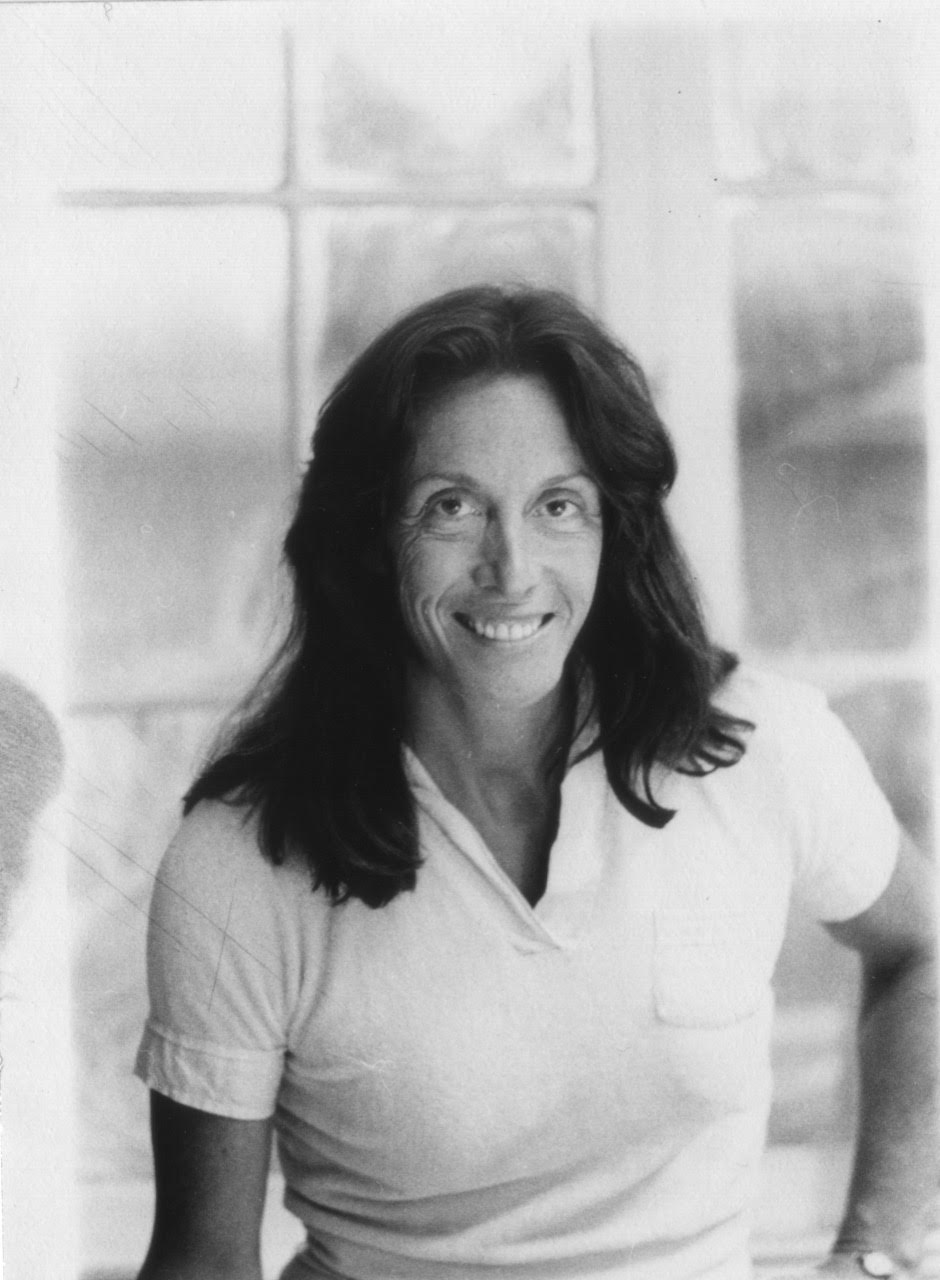
Margo St. James

Nel periodo 1980-84 Kunstler patrocinò, in causa che metteva assieme diritti delle donne e diritti dei disabili, Fred Cherry, un uomo con una malattia invalidante che era ricorso numerose volte ai servizi di prostitute, e intentava causa assieme alla prostituta Margo St. James (a nome di altre lavoratrici del sesso): Kunstler e Kuby tentarono di far dichiarare incostituzionale la legge anti-prostituzione dello stato di New York, argomentando che impediva a persone come Cherry di avere normali rapporti sessuali, intervenendo su attività che si svolgevano nel privato. St. James e la sua associazione di femminismo "positivo" - contrario al cosiddetto femminismo radicale, anti-pornografia e anti-prostituzione - la COYOTE, era già riuscita a far depenalizzare l'atto di prostituirsi nel Rhode Island nel 1980 (resterà lecito fino al 2009).
Noto è il suo rifiuto a rappresentare elementi dell'estrema destra, quali membri dei Minutemen o del Ku Klux Klan, e i suoi scontri a distanza col leader suprematista bianco e antisemita David Duke (ex capo del KKK e membro del Partito Nazista Americano), che nel 1968 (quando l'avvocato tenne un discorso pubblico alla Tulane University) lo contestò vestito in uniforme nazista chiamandolo "comunista ebreo".
In una causa argomentò inoltre che fosse lecito bruciare la bandiera come gesto di protesta secondo lui protetto dalla libertà di manifestazione del pensiero garantita dal primo emendamento, patrocinò negli anni '80 e '90 cause per i diritti degli animali e delle persone omosessuali, membri della minoranza ispanica, altre cause per la libertà d'espressione a volte legate alla rivoluzione sessuale, su libertà civili, diritti umani, psichiatria non forzata e antipsichiatria per i malati internati a forza in manicomio, e numerosissime vittime di brutalità poliziesca, sia detenuti (oltre a quelli di Attica) sia cittadini liberi.

### Poesia
Kunstler, amante da sempre della poesia, ha pubblicato molti dei suoi testi. Una delle sue ultime opere trattava l'arresto dell'ex stella afroamericana del football americano O. J. Simpson (difeso da Alan Dershowitz, Robert Kardashian, Johnnie Cochran e altri, e poi assolto in un processo molto controverso) con l'accusa di aver assassinato la sua ex moglie, Nicole Brown Simpson, e un amico, Ronald Goldman, entrambi bianchi; Kunstler commentò: «Mi ha colpito il paradosso di quanto velocemente un idolo sportivo può cadere in una tragedia di proporzioni immense... Di una cosa sono certo, questo non sarà il mio ultimo sonetto sulla questione».

### Morte ed eredità
Kunstler morì sette mesi dopo, il 4 settembre 1995, a New York, un mese dopo l'assoluzione di Simpson.
Si spense improvvisamente per insufficienza cardiaca all'età di 76 anni, mentre era ricoverato dopo l'impianto di un pacemaker. Nella sua ultima apparizione pubblica importante, alle cerimonie di apertura per l'Università presso la Scuola di Architettura e Pianificazione di Buffalo, Kunstler criticò aspramente la pena di morte, dicendo: «Noi siamo diventati il più grande ossario del mondo occidentale, in riferimento alle esecuzioni, il prossimo più vicino a noi è la Repubblica del Sud Africa», che era da poco uscita dal regime dell'Apartheid.
William Kunstler lasciò la moglie Margaret Ratner Kunstler (che sarà uno dei legali di Julian Assange) e le figlie Karin Kunstler Goldman, Jane Drazek, Sarah Kunstler e Emily Kunstler, oltre che i nipoti Jessica Goldman, Daniel Goldman e Andrew Drazek. Emily Kunstler e Sarah Kunstler hanno realizzato un documentario sul loro padre dal titolo William Kunstler: Disturbing the Universe, che ha avuto la sua prima mondiale nell'ambito del Concorso Documentari del Sundance Film Festival 2009. Karin Goldman è attualmente il capo sezione dell'ufficio beneficenza presso l'ufficio del procuratore generale di New York.
Alcuni mesi dopo, presso la Cattedrale di Saint John the Divine a New York City, l'avvocato venne commemorato da amici e clienti, tra essi: i poeti Amiri Baraka e Allen Ginsberg, la leader dei diritti civili Betty Shabazz (moglie di Malcolm X) e Bobby Seale, oltre che dai famigliari.
Il New York Times citò Jimmy Breslin, in un necrologio in memoria del legale scomparso: "Il signor Bill Kunstler viveva. Viveva con un ritmo bruciante, una furiosa energia, e travolgente amore del giusto e un'antipatia verso lo sbagliato".

## Elenco di clienti noti difesi o assistiti da Kunstler
- William Worthy Jr.

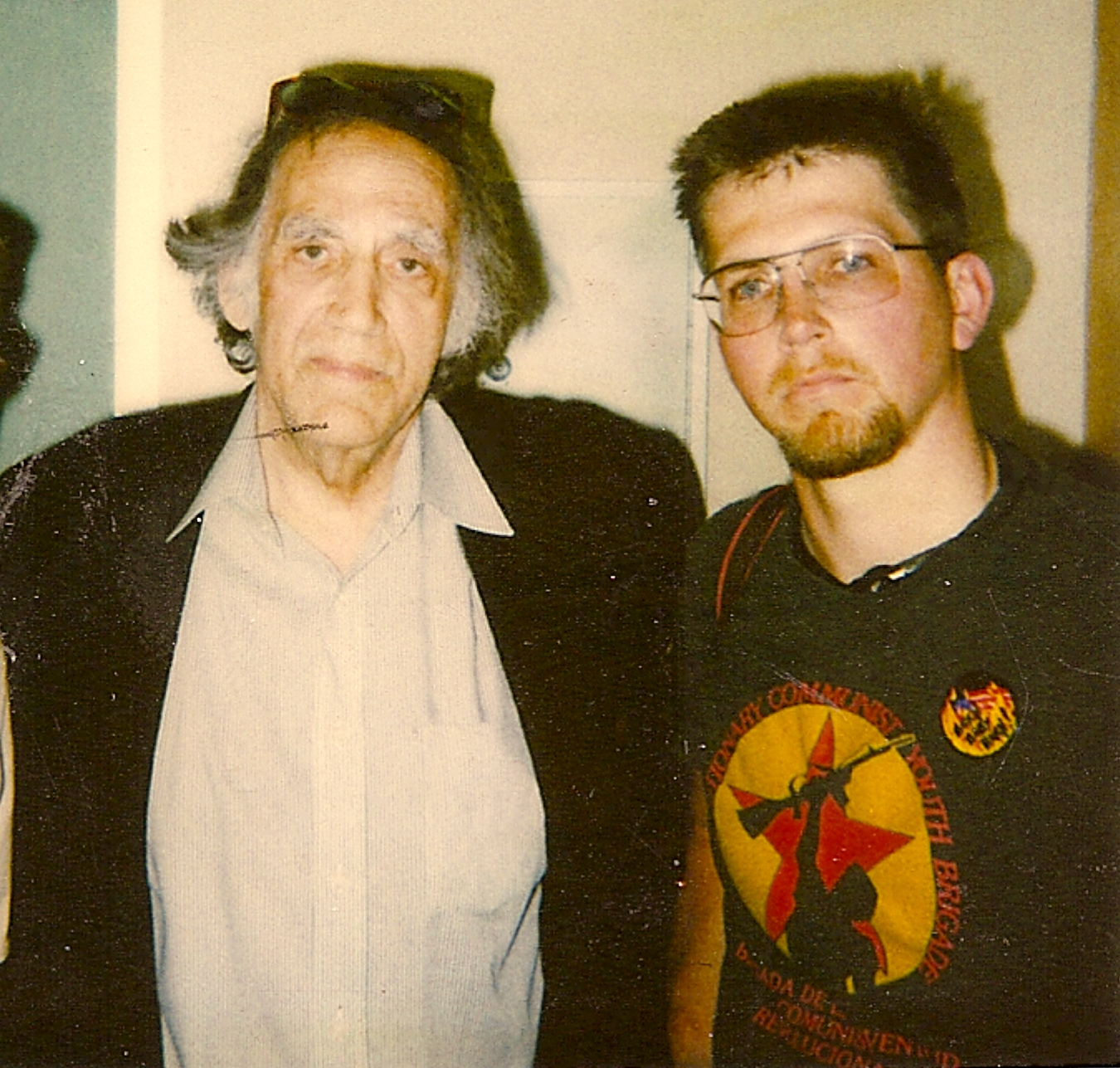
Kunstler con il suo cliente Gregory Lee Johnson (1989 circa)

- Chicago Seven (Abbie Hoffman, Bobby Seale, ecc.)
- Altri membri dello Youth International Party
- Catonville Nine
- Membri dei Freedom Riders
- Martin Luther King
- Malcolm X
- Qubilah Shabazz
- Marvin Barnes
- Christian Brando
- Alcuni carcerati della rivolta della prigione di Attica
- Jim Morrison
- Lenny Bruce
- Assata Shakur
- El Sayyid Nosair
- Ibrahim A. Elgabrowny
- Omar Abd al-Rahman
- Marion Barry
- Margaret Kelly Michaels
- John Gotti (pro bono)
- Altri membri della famiglia Gambino e altri mafiosi (pro bono):
  - Joe Bonanno
  - Raymond L.S. Patriarca
  - Nicholas Bianco
  - Louis Ferrante
- Alcuni membri della Weather Underground
- Michael X
- Morton Sobell
- Russell Means dell'American Indian Movement
- Leonard Peltier
- Nico Minardos
- Darrell Cabey
- Stokely Carmichael
- Glenn Harris
- Yusuf Saalam
- Philip e Daniel Berrigan
- H. Rap Brown
- Angela Davis (leader del Partito Comunista degli Stati Uniti d'America)

### Casi in Corte Suprema
Sentenze giurisprudenziali della Corte suprema che divennero precedenti legali di common law:
- Gregory Lee Johnson (attivista trotskista del Partito Comunista Rivoluzionario degli USA): caso Texas v. Johnson (1989), sul bruciare la bandiera come atto di protesta, Corte suprema del Texas
- Fred Cherry e Margo St. James: Cherry e St. James v. Koch in rappresentanza della città di New York (1984), richiesta di decriminalizzazione della prostituzione, Corte suprema di NY
- United States v. Eichman (1990), sempre sulla bandiera, Corte suprema degli Stati Uniti d'America
- Ward (New York) v. Rock Against Racism (1989), legale dell'associazione RAR, Corte suprema di NY

## Pubblicazioni
- Our Pleasant Voices, 1941
- The Law of Accidents, 1954
- First Degree, 1960
- Beyond a Reasonable Doubt? The Original Trial of Caryl Chessman, 1961
- The Case for Courage: The Stories of Ten Famous American Attorneys Who Risked Their Careers in the Cause of Justice, 1962
- And Justice For All, 1963
- The Minister and the Choir Singer: The Hall-Mills Murder Case, 1964
- Deep in My Heart, 1966
- Trials and Tribulations, 1985
- My Life as a Radical Lawyer, Carol Publishing Corporation 1994
- Hints & Allegation: The World (In Poetry and Prose), 1994
- Politics on Trial (postumo), Ocean Press, 2003

## Filmografia e citazioni
- William Kunstler: Disturbing the Universe, documentario di Emily e Sarah Kunstler, 2009
- Il personaggio di Kunstler compare nei film The Doors e Malcolm X; nello stesso film su Malcolm X, il vero Kunstler appare nei panni di un giudice
- Kunstler compare, nei panni di sé stesso, in un episodio della serie Law & Order nell'episodio "White Rabbit" (1994).
- Kunstler (2017) è un'opera teatrale di Jeffrey Sweet con Jeff McCarthy
- Secondo Lionel Shriver, il personaggio di Joel Litvinoff nel romanzo di Zoë Heller Gli illusi (2008) è ispirato a William Kunstler
- Nel romanzo di fantastoria ucronica Surrounded By Enemies: What If Kennedy Survived Dallas? di Bryce Zabel (2015), il personaggio di Kunstler viene designato d'ufficio come avvocato difensore di Lee Harvey Oswald, ma viene poi rimpiazzato con F. Lee Bailey.
- Nel film del 2020 Il processo ai Chicago 7 viene raccontata la vicenda dei Chicago Seven, dove appare anche Kunstler.